# Museum Henry Dunant Heiden
| Museum Henry Dunant                                | Museum Henry Dunant           |
| -------------------------------------------------- | ----------------------------- |
| Henry_Dunant_Museum_Heiden_Aussenansicht_KB-038264 |                               |
| Ort                                                | Asylstrasse 2 9410 Heiden     |
| Eröffnung                                          | 1969                          |
| Neueröffnung                                       | 2024                          |
| Betreiber                                          | Verein Henry-Dunant-Museum    |
| Leitung                                            | Nadine Schneider Kaba Rössler |
| Webseite                                           | https://www.dunant-museum.ch  |

Das Museum Henry Dunant im Kurort Heiden (Kanton Appenzell Ausserrhoden, Schweiz) ist dem Leben und Wirken von Henry Dunant (8. Mai 1828–30. Oktober 1910) gewidmet, dem Initiator des Internationalen Komitees vom Roten Kreuz (IKRK) und Mitgründer der Internationalen Rotkreuz- und Rothalbmond-Bewegung. Das mehrsprachige und inklusive Museum befindet sich im ehemaligen Bezirksspital Heiden, wo Henry Dunant die letzten 18 Jahre bis zu seinem Tod 1910 als Pensionär gewohnt hatte. Neben der Kernausstellung werden im «Gegenwartsflügel» des Museums aktuelle humanitäre Themen aufgegriffen, um Dunants zeitlose Werte im Hier und Jetzt zu diskutieren.

## Geschichte

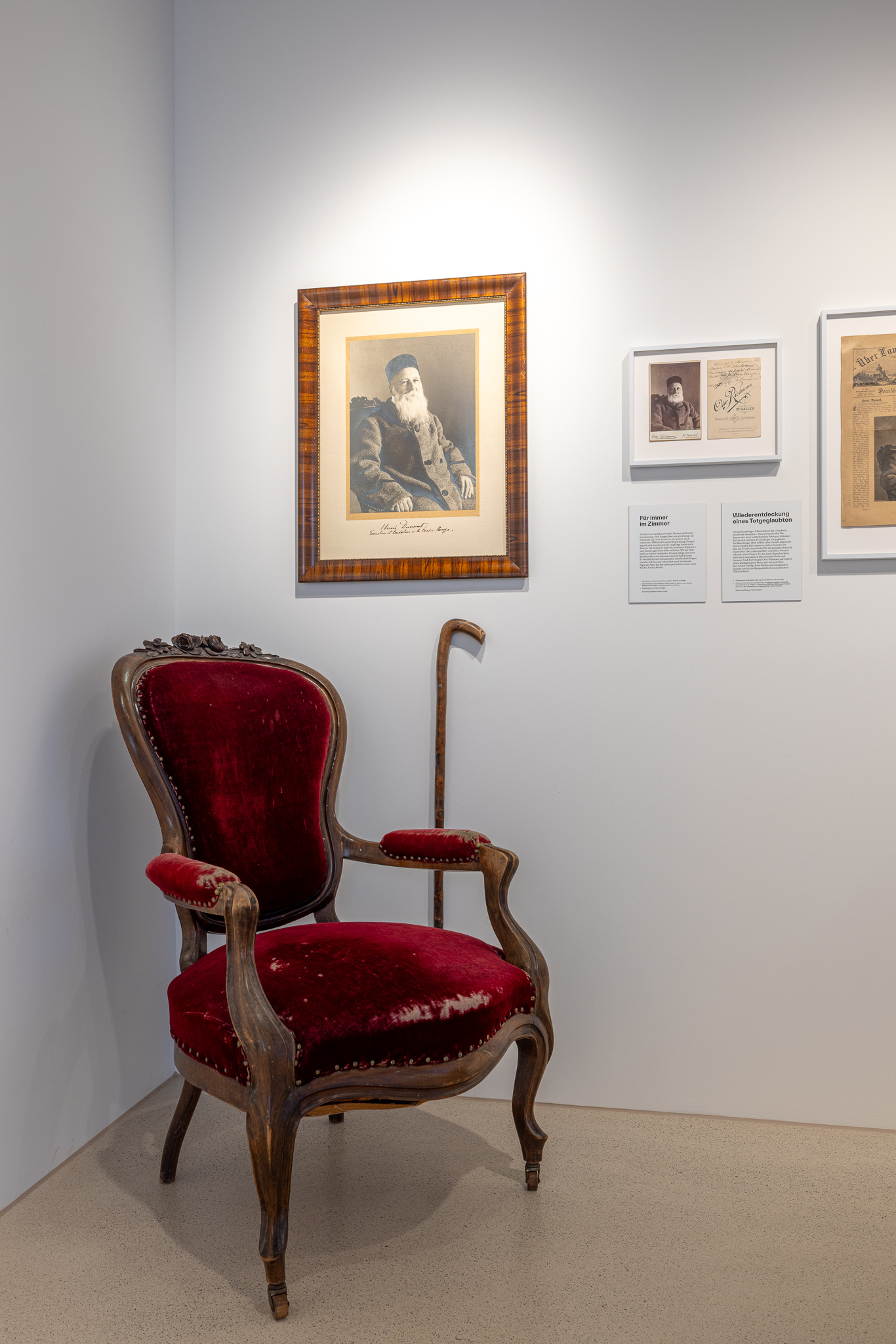
Dunants Hinterlassenschaft aus seinem Zimmer im Bezirkskrankenhaus von Heiden

Ein Vorläufer des Museums befand sich im Museum Heiden, wo ein Sessel aus Henry Dunants Zimmer im Bezirkskrankenhaus, sein Handstock und einige Dokumente ausgestellt waren. Als das Spital einen Neubau bezog, wurde 1969 im ehemaligen Röntgenzimmer im Parterre eine Dunant-Gedenkstätte eingerichtet mit Schriften und Briefen, Fotografien und Büchern. 1998 wurde das ganze Haus umfassend renoviert, das Museum auf vier Räume erweitert und neu gestaltet.
2019, mit der Wahl der beiden Museumsleiterinnen Kaba Rössler und Nadine Schneider begann eine grundlegende Neukonzeption und Professionalisierung des Museums. 2021 und 2022 bespielten sie in einer Zwischennutzung unter dem Namen Dunant-Plaza die Parterreräume des ehemaligen Hotels Krone mit Ausstellungen und künstlerischen Interventionen. 2024 wurde das komplett umgestaltete Museum Henry Dunant wiedereröffnet. Die Kuratorinnen Rössler und Schneider haben zusammen mit dem Atelier Andrea Gassner und Dominique Frey einen thematisch fokussierten Rundgang geschaffen. Die humanitären Werte Dunants werden bis in die Gegenwart weitergeführt und in zeitgenössischen Beiträgen reflektiert. Als erstes Ausstellungshaus in der Schweiz plant das Museum Henry Dunant neben dem Tagesbetrieb eine 24h self check-in Zone, in der Gäste aus aller Welt selbständig und rund um die Uhr einen Teil des Museums erleben können, entsprechend dem Wahlspruch des Museums: Humanität schläft nie.

## Gebäude
Der dreistöckige Bau mit einem rundbogigen Mittelportal im klassizistischen Stil wurde zwischen 1829 und 1838 vermutlich nach Plänen von Baumeister Johann Konrad Bischofberger als Fabrikantenhaus erbaut. In den Jahren 1873–1874 baute der St. Galler Architekt Emil Kessler das Doppelwohnhaus zum Krankenhaus um. Das Vorderländische Bezirkskrankenhaus war das erste des Kantons Appenzell Ausserrhoden. Als Arzt wirkte Hermann Altherr (1848–1927) – er war es, der Dunant als Pensionär aufnahm und ihn auch medizinisch betreute. Nach dem Neubau des Regionalspitals war das Bezirkskrankenhaus von 1969 bis 1993 ein Pflegeheim. Seit 1998 heisst es Dunant-Haus, in den zwei Geschossen über dem Museum befinden sich Praxen und Büros. Ende 2021 wurde der Spitalstandort Heiden aufgegeben. 2022–2023 gestaltete das Architekturbüro GSI St. Gallen die Museumsräume im Parterre des Dunant-Hauses weitreichend um. Mit Durchbrüchen und Öffnungen wurde eine neue, zusammenhängende Struktur geschaffen.

## Sammlung
Die Sammlung des Museums umfasst Gegenstände und Dokumente von und über Henry Dunant. Ergänzt werden die Objekte und Archivalien mit zeitgenössischen Kurzfilmen, die sich mit humanitären Werten Dunants auseinandersetzen und im Auftrag des Museums realisiert werden.

## Kernausstellung

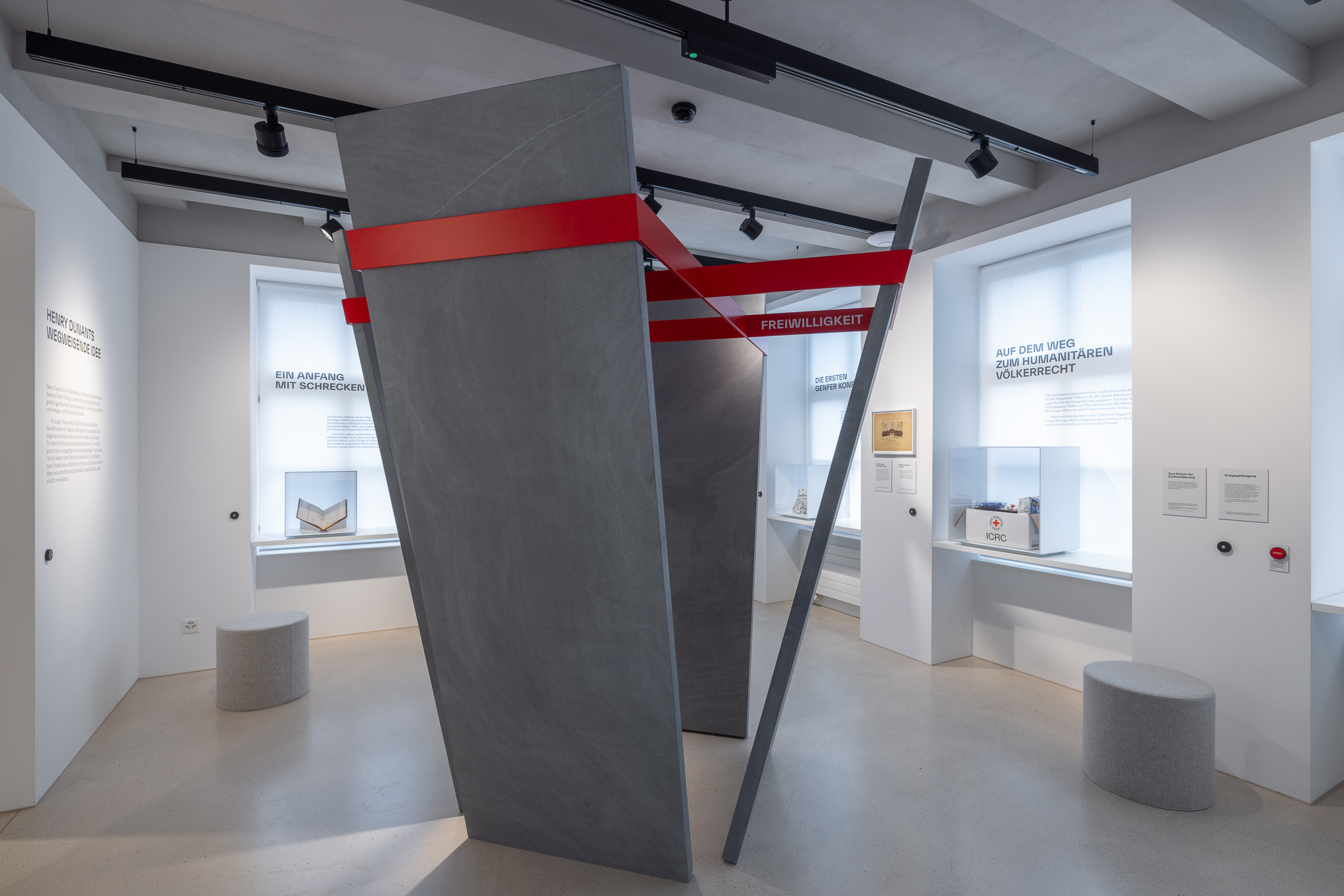
Die Entstehungsgeschichte des Roten Kreuzes

Das Museum ist das einzige weltweit, das sich mit dem Leben und Wirken von Henry Dunant befasst. Die Kernausstellung ist thematisch geordnet. Ein Raumobjekt veranschaulicht die jeweilige Thematik und verleiht den Ausstellungsräumen eine eigene Atmosphäre. Der erste Raum ist der Entstehungsgeschichte des Roten Kreuzes gewidmet: Von den Erinnerungen an Solferino über die Gründung von Hilfsgesellschaften für Verwundetenpflege, dem späteren Internationalen Komitee vom Roten Kreuz, bis hin zur Unterzeichnung der Genfer Konventionen. Im Zentrum stehen die sieben Grundsätze der Internationalen Rotkreuz- und Rothalbmond-Bewegung: Menschlichkeit, Unparteilichkeit, Neutralität, Unabhängigkeit, Freiwilligkeit, Einheit und Universalität.
Der Auftakt zum zweiten Raum legt den Fokus auf ein dunkles Kapitel: Dunants koloniale Geschäfte als junger Mann in Algerien führten zum Konkurs und damit zum Ausschluss aus der Genfer Gesellschaft und aus dem IKRK. Das folgende unstete Leben spiegelt sich in der Beschäftigung mit Ideen wie mit der Erschliessung und Besiedlung Palästinas, mit prophetischen Karten oder mit der Vermarktung des Pyrophons, eines damals neuartigen Instruments.
Der abschliessende Raum thematisiert die 18 Jahre, in denen Henry Dunant in Heiden lebte und gegen den Krieg anschrieb. Zu sehen sind persönliche Gegenstände wie sein roter Samtsessel oder sein Französisch-Deutsches Wörterbuch, ausserdem zentrale Dokumente zur «Wiederentdeckung» des Rotkreuz-Gründers, die Urkunde für den Friedensnobelpreis von 1901 oder die Erstausgabe des Buchs Die Entstehungsgeschichte des Roten Kreuzes (1897) von Henry Dunants langjährigem Stuttgarter Freund Rudolf Müller. Eine Briefpartnerin Dunants war die Friedensaktivistin Bertha von Suttner (1843–1914). Sie und weitere Zeitgenossen kommen in inszenierten filmischen Portraits zu Wort. Die von Schauspielerinnen und Schauspielern interpretierten Persönlichkeiten erzählen, basierend auf überlieferten Erinnerungen, von Begegnungen mit Henry Dunant.

## Wechselausstellungen

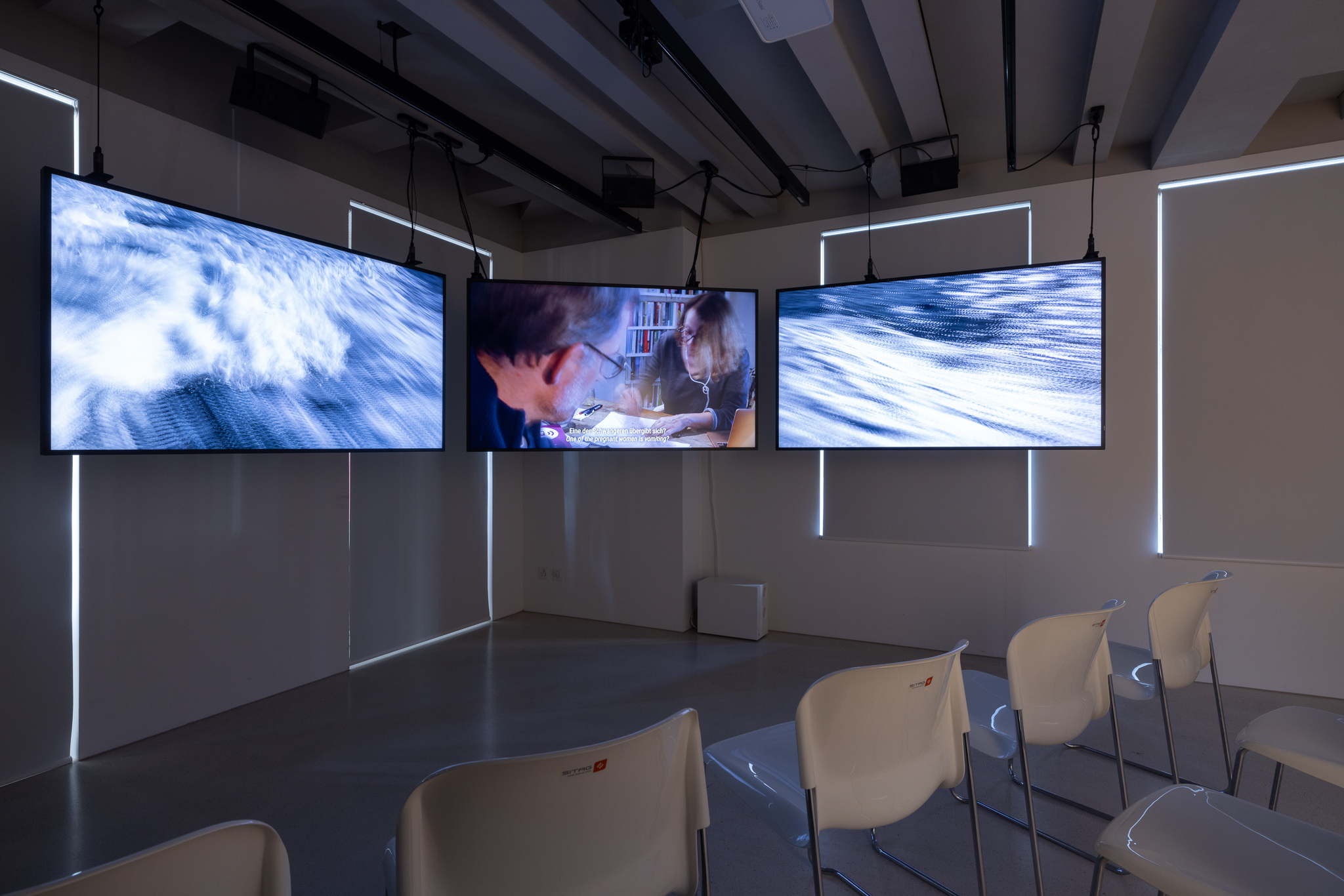
Porträtfilm von Anka Schmid (2024) zu den modernen Dunants vom Alarmphone

Die Wechselausstellungen im Gegenwartsflügel des Museums bringen Dunants humanitäre Werke ins Hier und Jetzt. Die Besuchenden begegnen wechselnden künstlerischen Positionen zu zeitlosen Themen wie Menschenwürde und Empathie, Frieden, Glaubensfreiheit, Menschenrechte oder dem humanitären Völkerrecht. Die Kurzfilme unter dem Motto Humanität jetzt! wurden eigens für das Museum produziert. Das breite Spektrum reicht von den Orangenpflückern in Süditalien über die modernen Dunants vom «Alarm Phone» für Geflüchtete in Seenot bis zum Friedens-Workshop mit Jugendlichen. Das Filmangebot wird kontinuierlich ausgebaut.

## Spezielle Exponate

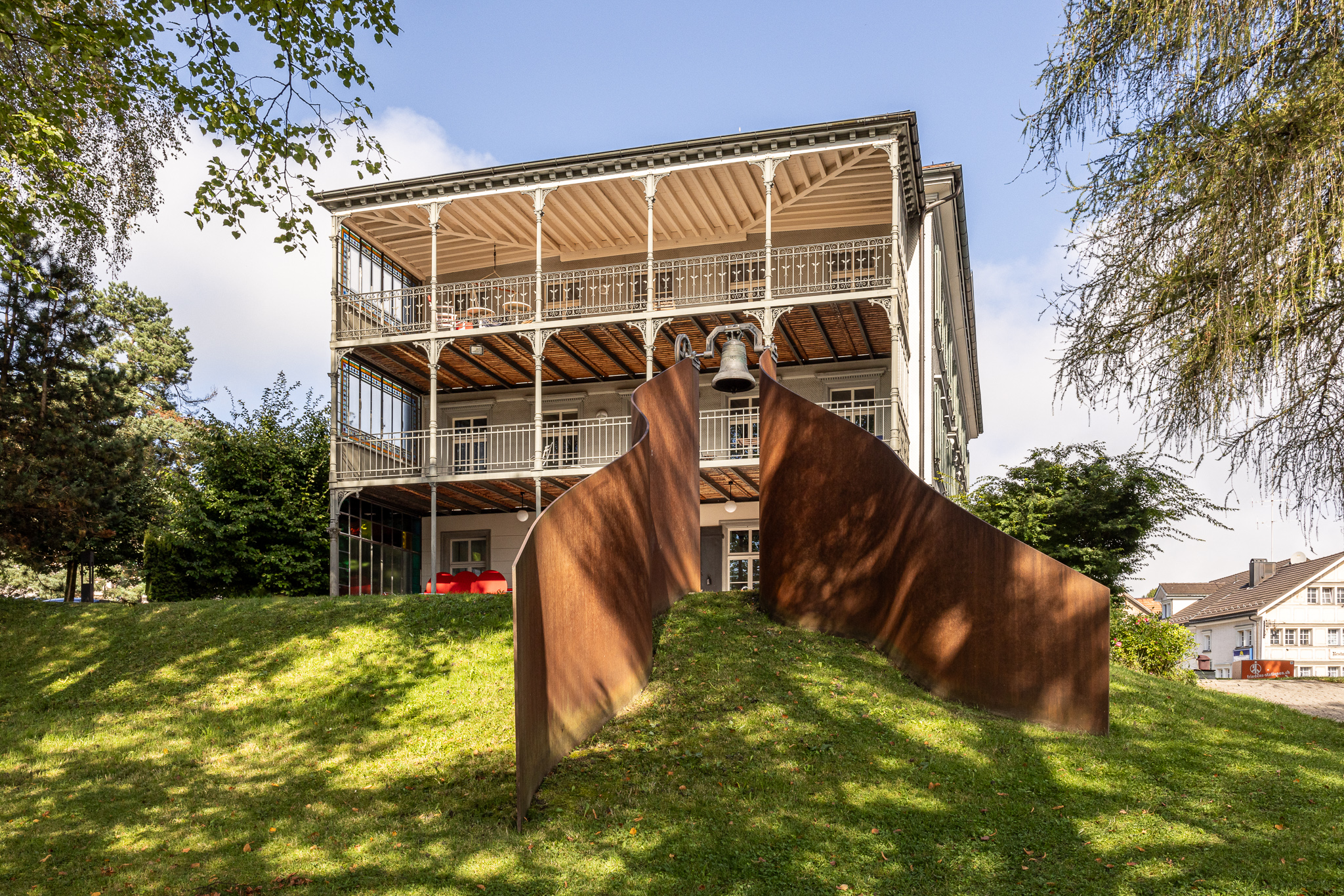
Die Nagasaki-Friedensglocke vor dem Museum

- Nagasaki-Friedensglocke: Vor dem Museum Henry Dunant steht eine von weltweit fünf Nagasaki-Friedensglocken. Die Peace Bell ist eine Kopie der Angelus-Glocke, die 1945 beim Atombombenangriff auf Nagasaki unversehrt blieb. Das Museum erhielt die Glocke 2010 zum 100. Todestag Henry Dunants, sie wird zu besonderen Gelegenheiten geläutet. Installiert ist die Glocke zwischen zwei wellenförmigen Stahlwänden, gestaltet von Lucie Schenker.[5][6]
- Das Titelblatt der Illustrierten Über Land und Meer vom 6. September 1895: Henry Dunant lebte in Heiden sehr zurückgezogen, bis Georg Baumberger, Journalist bei Die Ostschweiz auf den berühmten Gast aufmerksam wurde und mehrere Gespräche mit ihm führte. Sein Bericht erschien zusammen mit den ikonischen Fotos von Otto Rietmann. Die Illustrierte brachte die «Wiederentdeckung» auf ihrer Titelseite.
- Zum Entdecken: Im Eingangsbereich des Museums gibt es zwei Sitzmöbel in Weiss und Rot. Sie mögen unauffällig erscheinen, doch wer sich hinlegt, sieht sich im Spiegel an der Decke als Teil des Roten Halbmonds oder des Roten Kreuzes, der grössten humanitären Organisation.

## Bilder

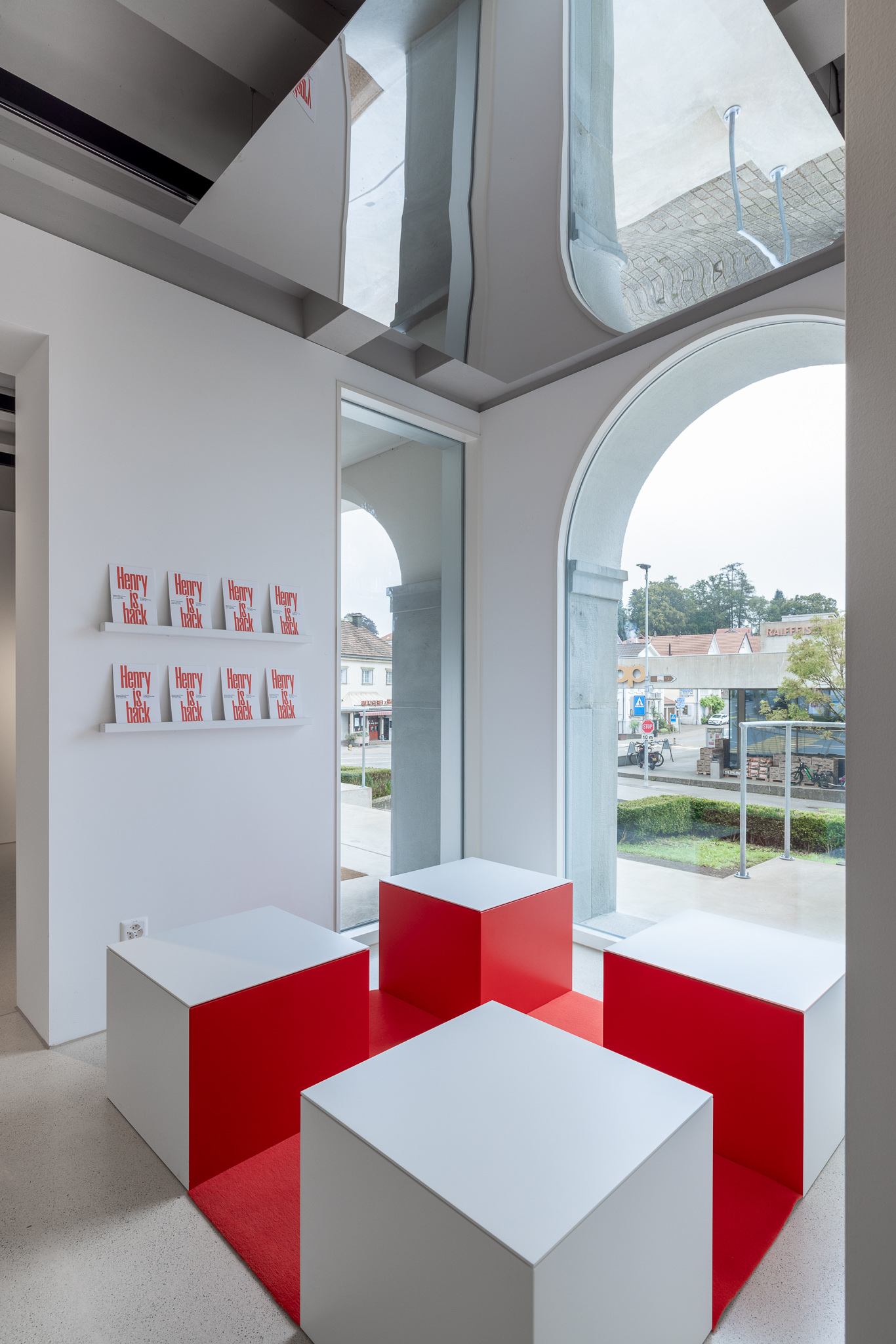
Foyer mit Rotkreuz-Sitzmöbel
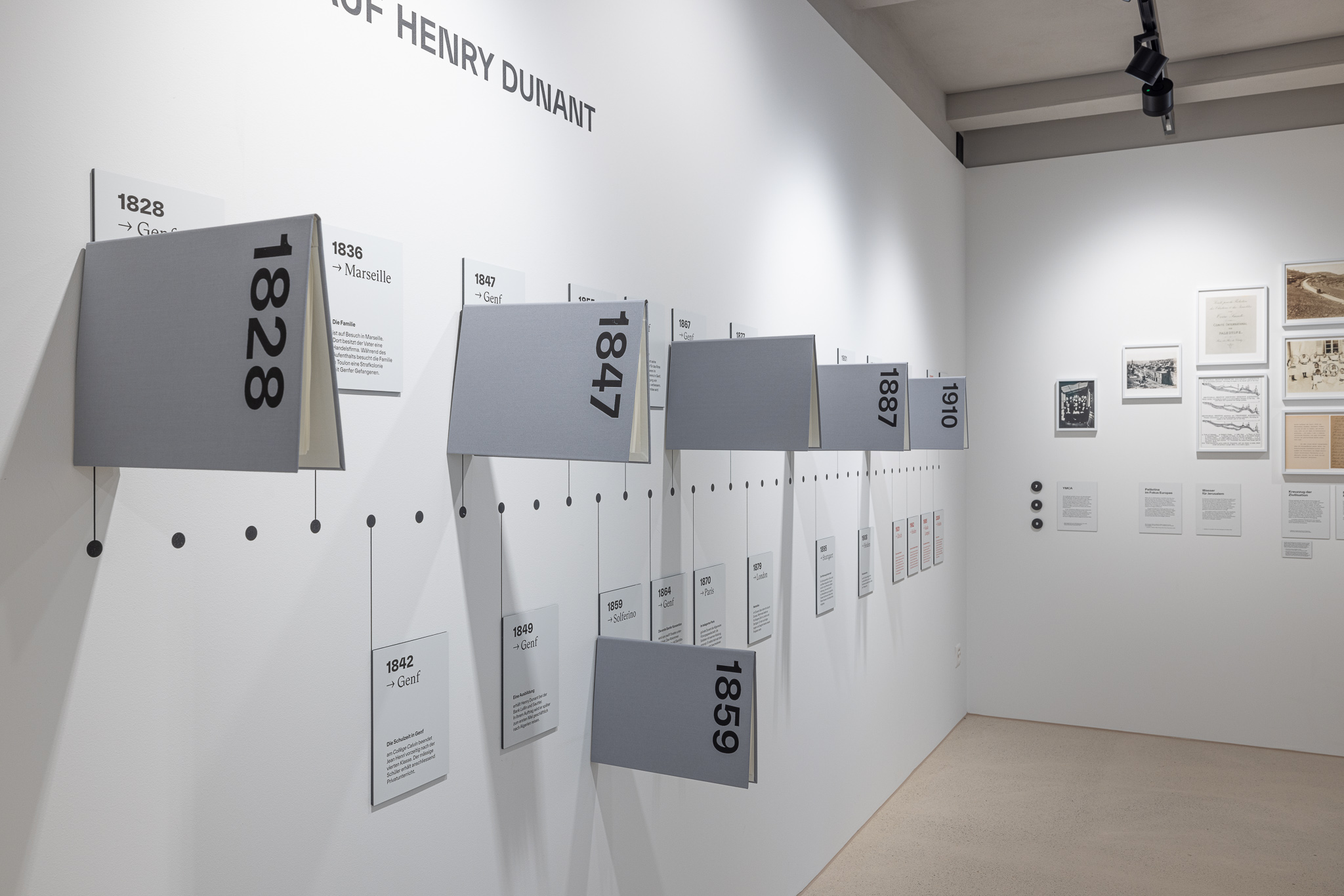
Biografie von Henry Dunant: Zeitstrahl mit Lesemappen
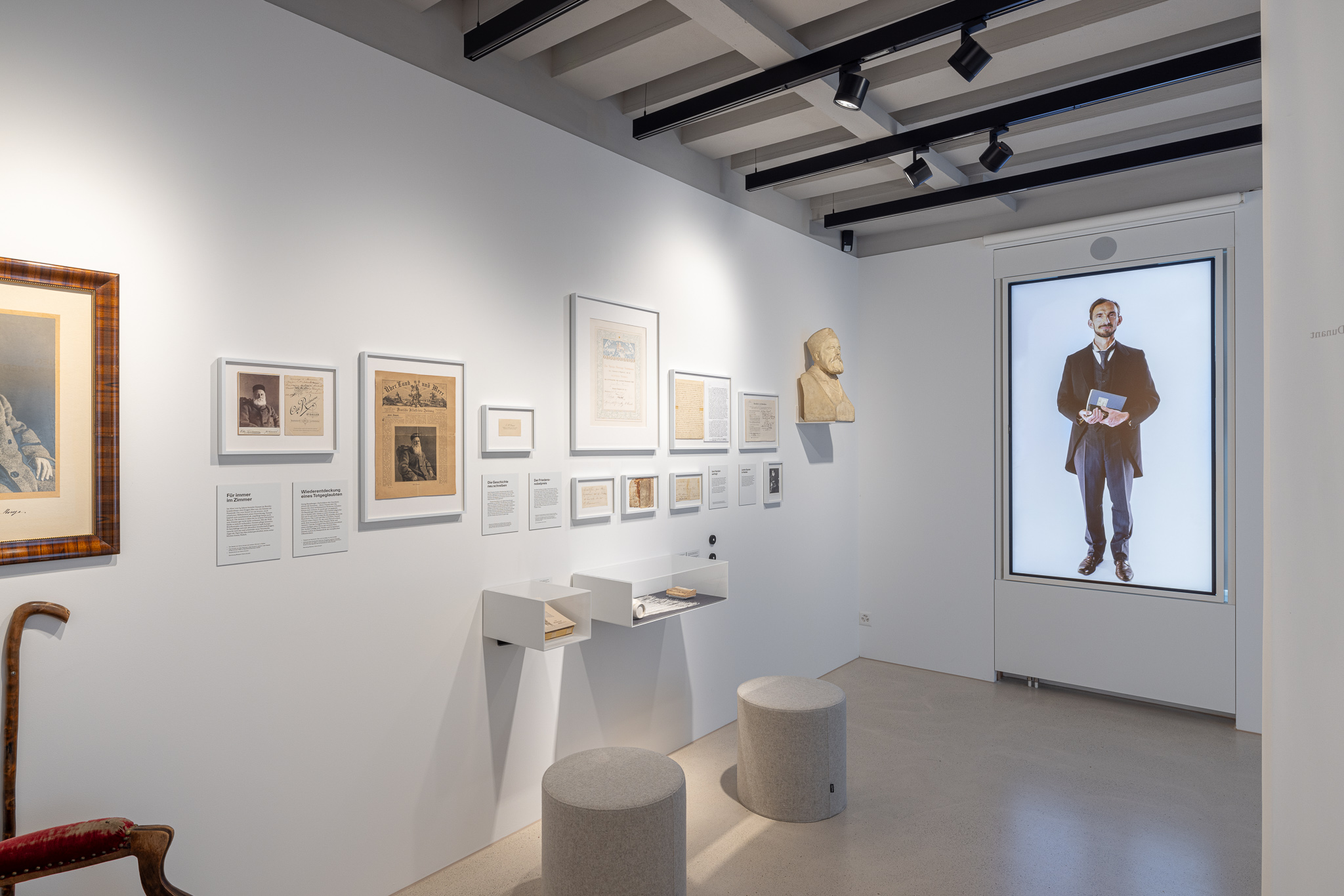
Dunant in Heiden: Wiederentdeckung, Nobelpreis und Zeitzeugen-Videos
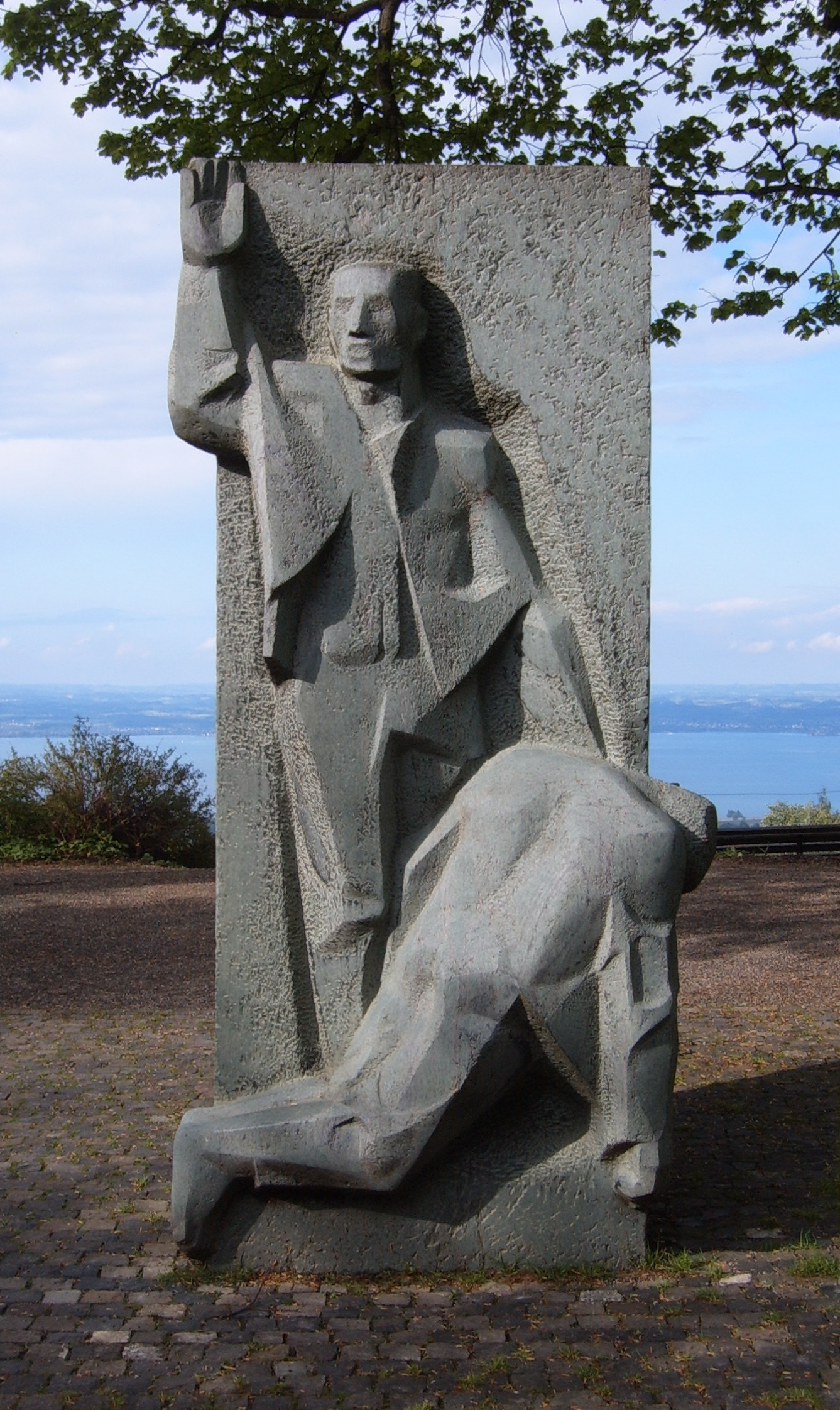
Denkmal für Henry Dunant in Heiden
Gedenkstein im Kurpark Heiden

## Weitere Angebote
Das Museum ist barrierefrei zugänglich für Menschen mit Geh-, Seh- und Hörbeeinträchtigungen. Der Audioguide mit ergänzenden Texten zur Ausstellung ist im Eintrittspreis enthalten. Die Texte sind dreisprachig (deutsch, französisch, englisch), weitere Sprachen sind in Planung. Es gibt ein breites Angebot an Führungen und Workshops für Gruppen sowie Vermittlungsangebote für Schulklassen aller Altersstufen. Die Angebote sind auf der Homepage des Museums zu finden.
Das Museum Henry Dunant ist Teil der «Appenzeller Friedensstationen». Der Themenweg von Heiden nach Walzenhausen (ca. 3,5 Std.) informiert an zehn Stationen über humanitäre Lebenswerke von Menschen aus dem Appenzeller Vorderland.

## Trägerschaft
Das Museum wird vom Verein Henry-Dunant-Museum betrieben, der eine Museumsleitung beauftragt. Der Verein hat das Ziel, das Andenken an Henry Dunant und seine Visionen lebendig zu halten; Präsident ist Andreas Ennulat. Träger des Vereins ist das Schweizerische Rote Kreuz Kantonalverband beider Appenzell.